# 默納德縣 (伊利諾伊州)
默納德縣（英語：Menard County）位美國伊利諾伊州中部的一個縣。面積817平方公里。根据美國2000年人口普查，共有人口12,486人。縣治彼得斯堡（Petersburg）。
成立於1839年2月15日。縣名紀念首任副州長皮埃爾·默納德。